# Kosterhavets nationalpark
Kosterhavets nationalpark indviedes den 9. september 2009. Den er Sveriges første maritime nationalpark.
Parken består af hav- og landområder ved Kosterfjorden og havområdet direkte syd derfor, med beliggenhed i Strömstad og Tanum kommuner på Sveriges vestkyst i Bohuslän (Västra Götalands län) i og ved Skagerrak. Øgruppen Koster ligger midt i nationalparkens område. Den grænser i nord til den norske Ytre Hvaler nationalpark.
Idéen om at etablere en maritim nationalpark i området voksede i slutningen af 1980'erne og i 1990'erne, i takt med at viden om fjordens verden øgedes blandt både professionelle havbiologer og de velgørende miljøbevægelser. Den svenske naturbeskyttelsesforening Naturskyddsföreningens lokale kredse kontaktede myndighederne med skrivelser, distribuerede videofilm om området og førte en postkortkampagne rettet mod myndigheder og nøglepersoner.